# Rostislaw Jewgenjewitsch Alexejew
Rostislaw Jewgenjewitsch Alexejew (russisch Ростислав Евгеньевич Алексеев, wiss. Transliteration Rostislav Evgen'evič Alekseev; * 18. Dezember 1916 in Nowosybkow; † 9. Februar 1980 in Gorki) war ein sowjetischer Schiffs- und Flugzeugkonstrukteur, der vor allem als Erschaffer zahlreicher Tragflügelboote und Bodeneffektfahrzeuge (Ekranoplane) bekannt wurde.

## Leben
Rostislaw Alexejew wurde in der Familie eines Agronomen und einer Lehrerin geboren. 1933 zog die Familie nach Gorki um. 1935 begann Alexejew ein Studium an der Schiffsbau-Fakultät der Gorkier Technischen Universität, die heute seinen Namen trägt. 1941 schloss er das Studium als Schiffbauingenieur ab, arbeitete bis 1943 jedoch in der Panzerproduktion. Ab 1942 leitete er allerdings bereits ein Konstruktionsbüro, in dem Tragflügel-Kampfboote entwickelt wurden. Bis zum Kriegsende wurden seine Modelle noch nicht produziert, überzeugten jedoch die Führung der sowjetischen Flotte von der erfolgreichen Anwendung seiner Idee.
1951 erhielten Alexejew und seine Mitarbeiter den Stalinpreis zweiten Grades für die Entwicklung von Tragflügelbooten. Das Kollektiv begann mit der Arbeit am damals beispiellosen Passagierschiffprojekt, das auf den Namen Raketa getauft wurde. Das Schiff wurde 1957 in Moskau vorgestellt und fand in der Folge Verbreitung in der gesamten UdSSR. Es folgten weitere Projekte Alexejews mit den Namen Wolga, Meteor, Kometa, Sputnik, Burewestnik und Woschod. Im Jahre 1961 erhielt Alexejew zusammen mit weiteren zehn Konstrukteuren den Leninpreis.
1962 begann im Konstruktionsbüro Alexejew die Entwicklung des Bodeneffektfahrzeugs KM für die Sowjetflotte und im Jahr 1964 die Arbeit am Ekranoplan T-1 für die Luftlandungstruppen. Der erste sollte lediglich wenige Meter über Wasser fliegen, der zweite auf einer Höhe bis zu 7500 Meter. Am 22. Juni 1966 wurde der Ekranoplan KM, das größte Fluggerät seiner Zeit, fertiggestellt und am Kaspischen Meer getestet. Die westlichen Geheimdienste gaben dem unbekannten Meeresfahrzeug, das sie auf Satellitenfotos entdeckten, den Beinamen „Caspian Sea Monster“.
Anfang der 1970er Jahre bekam Alexejew den Auftrag, für die amphibische Kriegsführung das Bodeneffektfahrzeug A-90 Orljonok zu bauen. Dieses wurde 1979 fertiggestellt und in den Dienst der Flotte aufgenommen. Bei den Tests eines neuen Ekranoplans für Passagiere, der für die Olympischen Spiele in Moskau gebaut werden sollte, erkrankte Alexejew an Hernie und starb nach zwei Operationen am 9. Februar 1980.